# Lütisburg
Lütisburg ist eine politische Gemeinde und eine Ortschaft im Toggenburg im Schweizer Kanton St. Gallen. Lütisburg befindet sich am Zusammenfluss von Necker und Thur.

## Geographie
Die Gemeinde Lütisburg besteht aus dem gleichnamigen Dorf, das auf einer Felsrippe am Zusammenfluss von Thur und Necker thront, einem Teil der Ortschaft Lütisburg Station, dem über einer markanten Molassewand gelegenen Weiler Tufertschwil und den in hügeliger Landschaft verteilten Weilern Ober- und Unterrindal, Winzenberg, Rimensberg, Grünhügel, Gonzenbach, Schauenberg, Haslen, Dottenwil, Altegg, Wildenhof, Herrensberg und Chrummentürli. Während sich das Dorf Lütisburg auf der rechten Seite der Thur nach der Mündung des Neckers befindet, liegt der Bahnhof Lütisburg  etwa zwei Kilometer talaufwärts auf der linken Thurseite. Das Kinderdörfli St. Iddaheim, eine Sonderschule für Kinder mit Verhaltens- und Lernstörungen, befindet sich in Lütisburg Station.
Die tiefste Stelle der Gemeinde befindet sich auf 539 m. ü. M. am Thurufer in der Mühlau, die höchste mit 864 m. ü. M. im Oberschauenberg.
Lütisburg grenzt an die Gemeinden Bütschwil-Ganterschwil, Mosnang, Kirchberg, Jonschwil, Oberuzwil, Degersheim und Neckertal.

## Geschichte

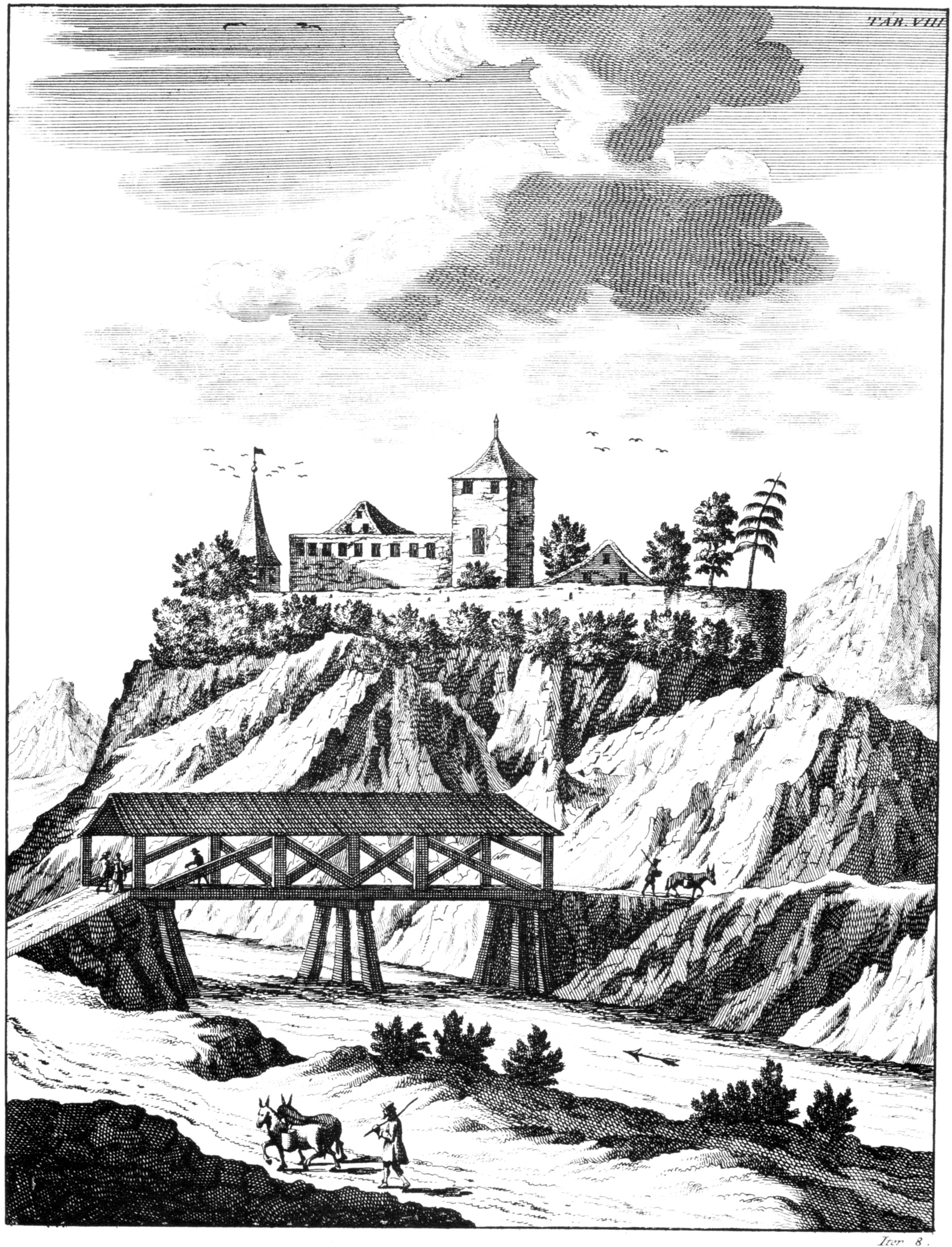
Schloss Lütisburg auf einem Kupferstich um 1700

Luftbild von Werner Friedli aus dem Jahr 1949

Während Unterrindal bereits 849 und Tufertschwil 928 erstmals urkundlich erwähnt wurden, tauchte der Name der dem Ort zugrundeliegenden Lütisburg erst 1214 als Liutinsburch auf, vermutlich durch Liuto, dem Nachkommen eines Grafen von Toggenburg.
Die 1078 vom Kloster St. Gallen errichtete Burg des Ministerialen Liuto wurde kurze Zeit später vom Kloster wieder aufgegeben. Aufgrund ihrer strategisch bedeutenden Lage war sie vom 13. bis 15. Jahrhundert ein Hauptsitz der Grafen von Toggenburg. Nachdem die Fürstabtei St. Gallen 1468 die Grafschaft Toggenburg erworben hatte, diente die Burg als Vogteisitz. Die Hörigen wurden dem Gericht Bazenheid zugewiesen. 1803 wurde die politische Gemeinde Lütisburg geschaffen, die 1831 bis 2002 zum Bezirk Alttoggenburg gehörte.
1214 ist erstmals ein Leutpriester, 1275 eine Kirche und 1529 die mittelalterliche St.-Bartholomäus-Kapelle Tufertschwil, die 1891 umgestaltet wurde, belegt. Nach der Reformation 1528 existierte von 1537 bis 1935 ein Simultanverhältnis. Die reformierte Minderheit wurde 1559 bis 1856 von Kirchberg, die katholische Mehrheit von Bütschwil und bis 1691 von Ganterschwil aus betreut. 1810/11 entstand die paritätische, heute katholische Pfarrkirche St. Michael aus Steinen des nahen Schlosses, in dessen Seitenflügel die katholische Schule eingerichtet war. 1935 wurde eine reformierte Kirche, 2007 eine grosse Sportanlage gebaut.
Seit 1970 sind die vormals konfessionell getrennten Schulen vereint. 1877 wurde in Altgonzenbach das katholische Waisenhaus, heute Kinderdörfli St. Iddaheim begründet. Im 19. Jahrhundert dominierten neben der Landwirtschaft die Industrie (Eisenwerk, Kupferhammer) und Manufakturbetriebe. Auch im 20. Jahrhundert waren der erste und der zweite Wirtschaftssektor am stärksten. Seit 1870 existiert ein Bahnhof an der Linie Wil–Ebnat.
Ende 2011 übernahm das gemeinsame Versorgungsunternehmen der Gemeinden Bütschwil-Ganterschwil und Kirchberg, das rwt Regionalwerk Toggenburg, die Stromversorgung (Elektra Lütisburg) von der Gemeinde Lütisburg. 2013 lehnten jedoch die Lütisburger Stimmbürgerinnen und Stimmbürger eine Fusion mit der Gemeinde Bütschwil-Ganterschwil mit 49 % Ja-Stimmen knapp ab.

## Bevölkerung
| Jahr      | 1803 | 1850 | 1900 | 1950 | 2000 | 2010 | 2019 |
| Einwohner | 1070 | 1285 | 1270 | 1372 | 1395 | 1394 | 1606 |
| Quelle    | HLS  | HLS  | HLS  | HLS  | HLS  | BfS  | BfS  |

## Verkehr

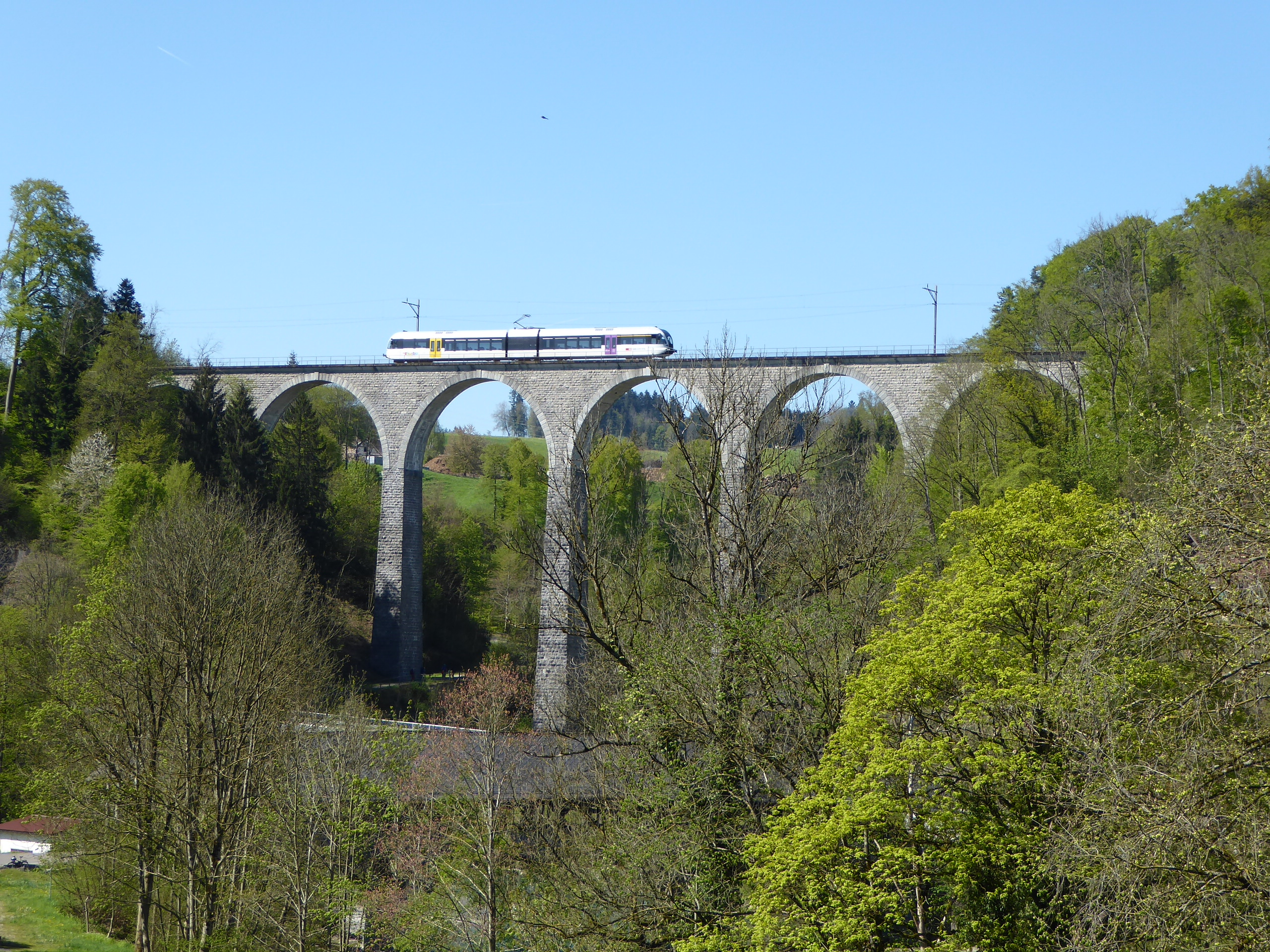
Guggenlochbrücke mit einem Zug der S9

In Lütisburg zweigt von der Hauptstrasse 16 Wil – Wildhaus die Verbindung nach Unterrindal–Jonschwil/Flawil ab. Über die Letzibrücke führt die Strasse von Lütisburg nach Ganterschwil, über die Thurbrücke in der Mühlau diejenige von Rindal nach Bazenheid.
In Lütisburg Station hat die Gemeinde einen Haltepunkt an der im Halbstundentakt verkehrenden S9 Wil–Wattwil. Das Dorf Lütisburg ist mit dem ebenfalls im Halbstundentakt verkehrenden Postauto mit Bütschwil und in den Hauptverkehrszeiten zusätzlich mit Flawil verbunden.
Durch das Gemeindegebiet verläuft der 60 Kilometer lange Thurweg, ein entlang der Thur führender Wanderweg von Wil nach Wildhaus.

## Sehenswürdigkeiten

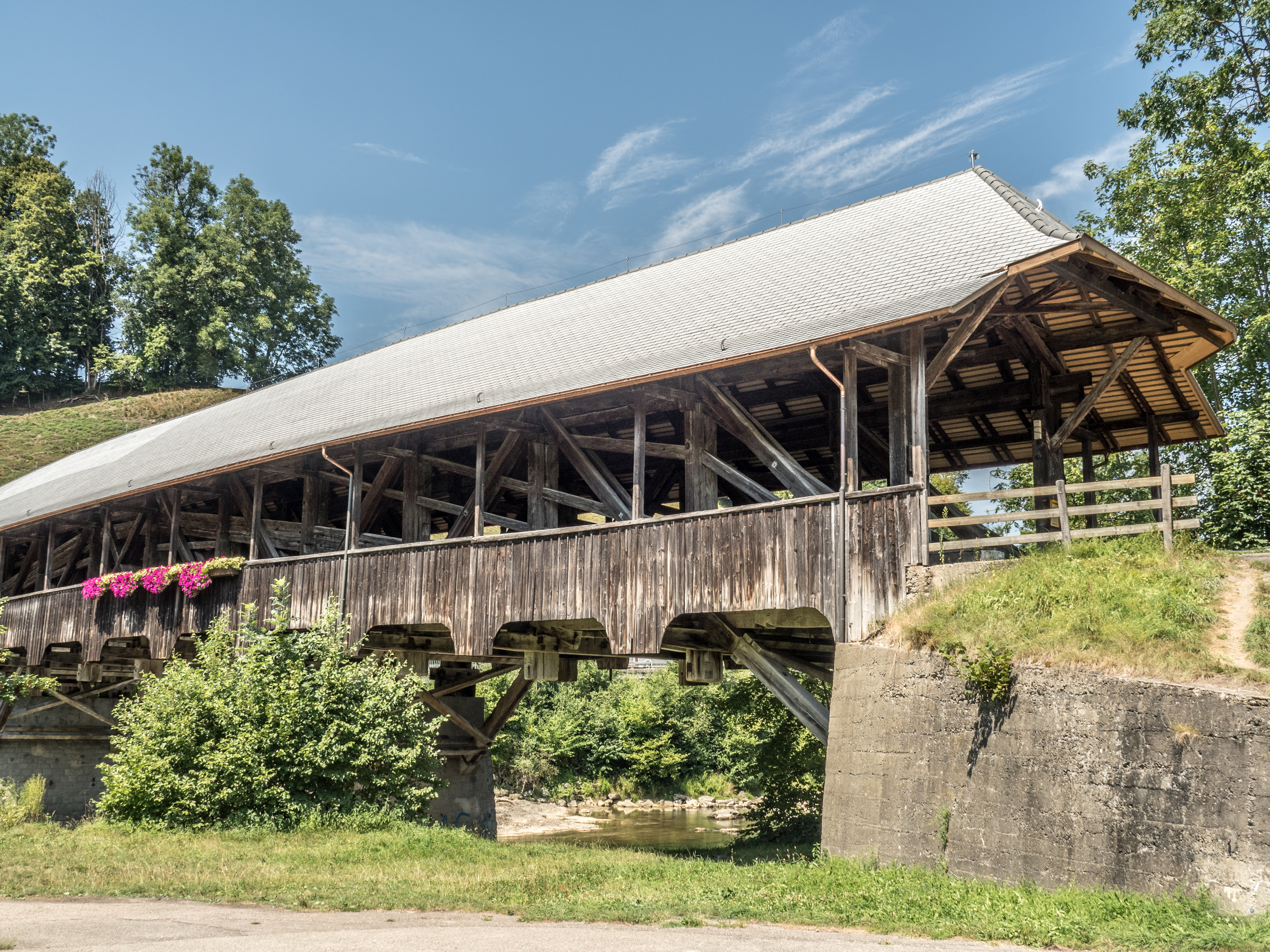
Hölzerne Thurbrücke, 1790

Lütisburgs Ortsbild ist von Brücken und Stegen geprägt, unter anderem der Letzibrücke (1853, 1969), dem Guggenloch-Eisenbahnviadukt (1870, 1945) und der neuen Thurbrücke (1997). Die gedeckte Holzbrücke über die Thur an der Kantonsstrasse nach Flawil aus dem Jahr 1790 diente bis 1997 dem Autoverkehr. Auf der 1853 errichteten hölzernen Letzibrücke überquert der Wanderweg nach Ganterschwil den Necker.
Der Weiler Winzenberg mit der Winzenberger Höhe (836 m ü. M.) ist ein beliebter Ausflugsort.

## Kultur
In Tufertschwil fand bis 2005 alljährlich das OpenAir Tufertschwil mit teilweise renommierten Interpreten statt. Weil das Festival nach Dauerregen 2005 intensive Flurschäden verursacht hatte, wurde es 2006 und 2007 in der Gemeinde Jonschwil durchgeführt.

## Persönlichkeiten
- Kilian Germann (1485–1530),  Fürstabt von St. Gallen
- Hans Germann (vor 1500–um 1550), Söldnerführer und Landvogt im Toggenburg

## Bilder

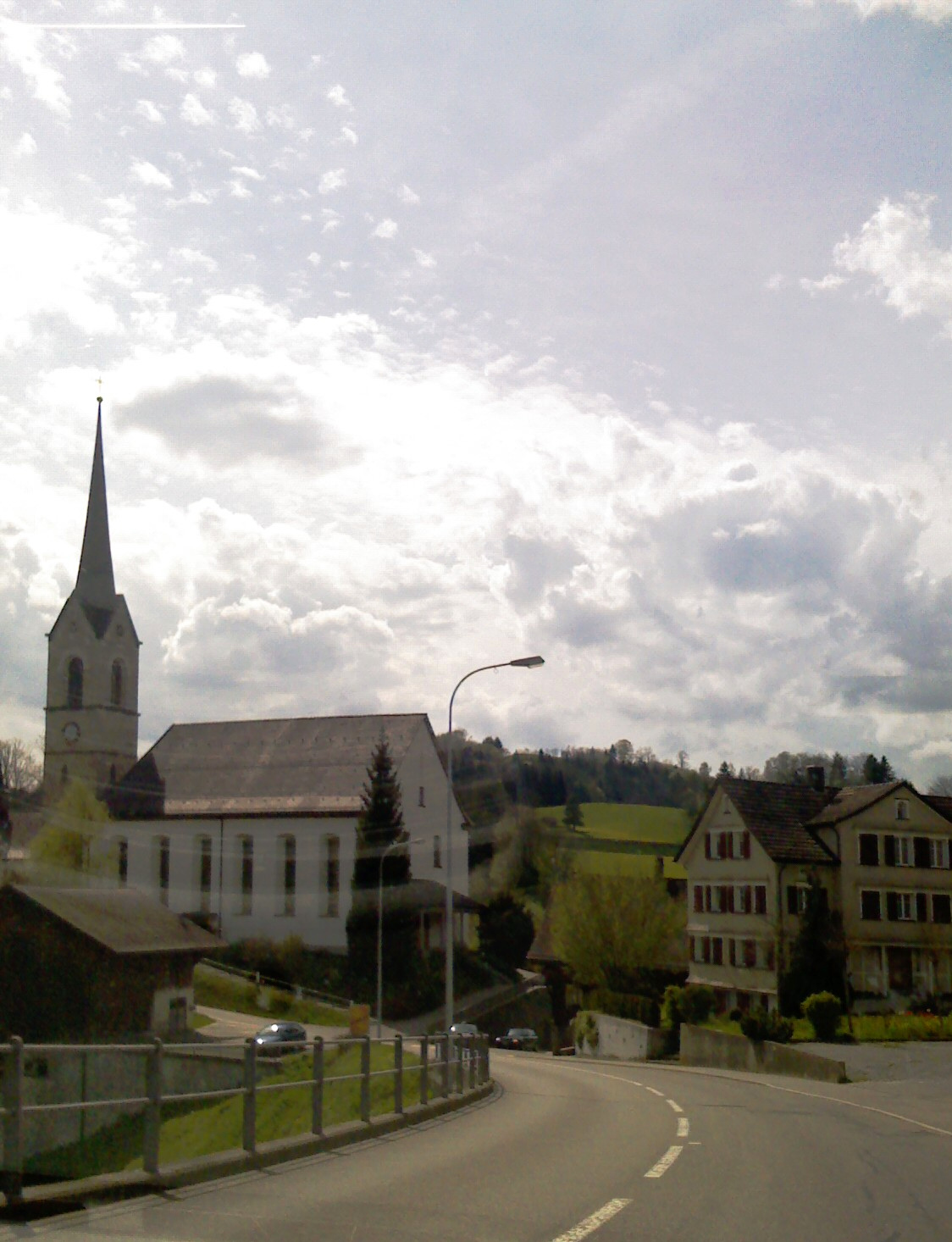
Katholische Kirche Lütisburg
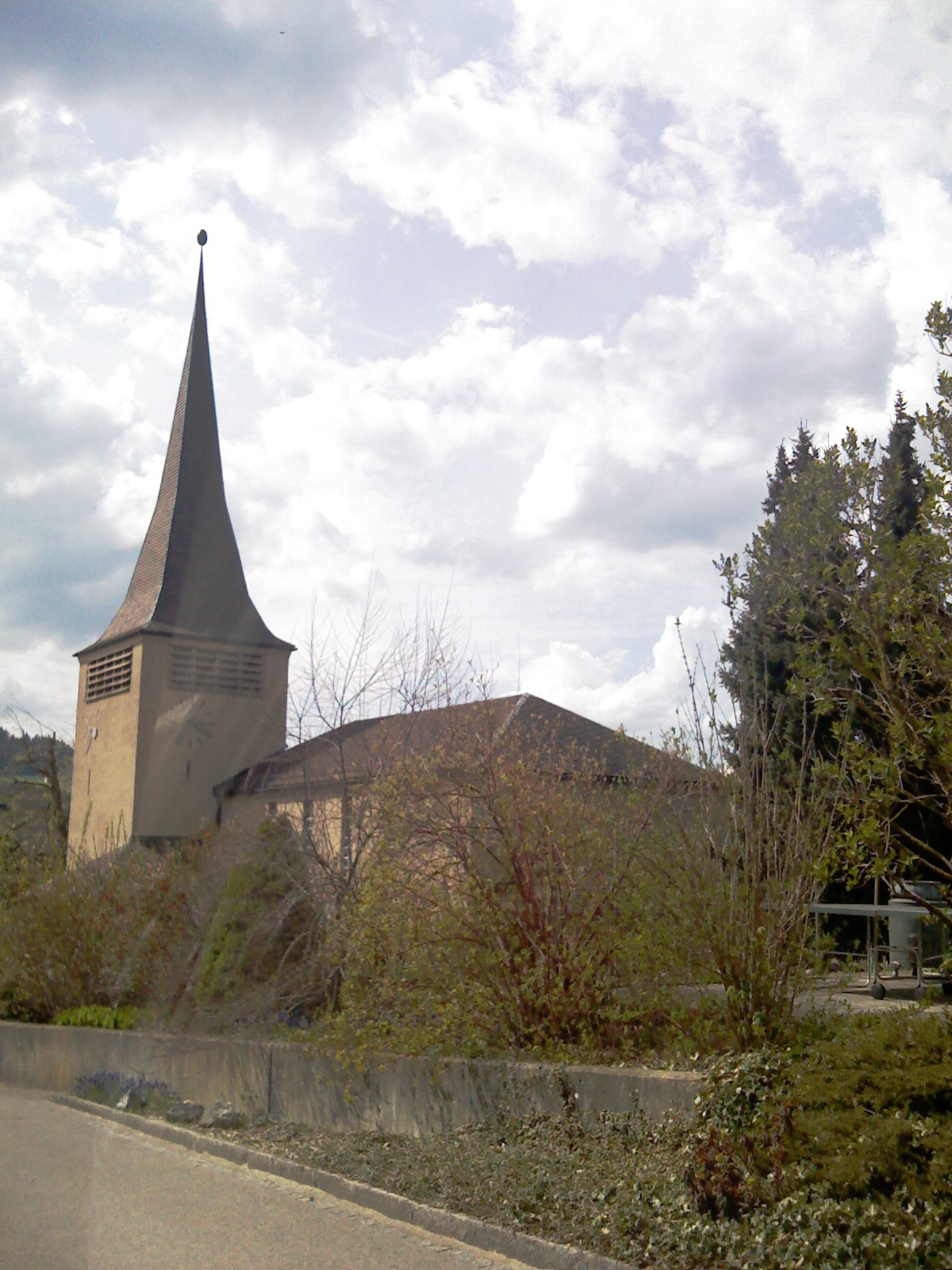
Reformierte Kirche Lütisburg
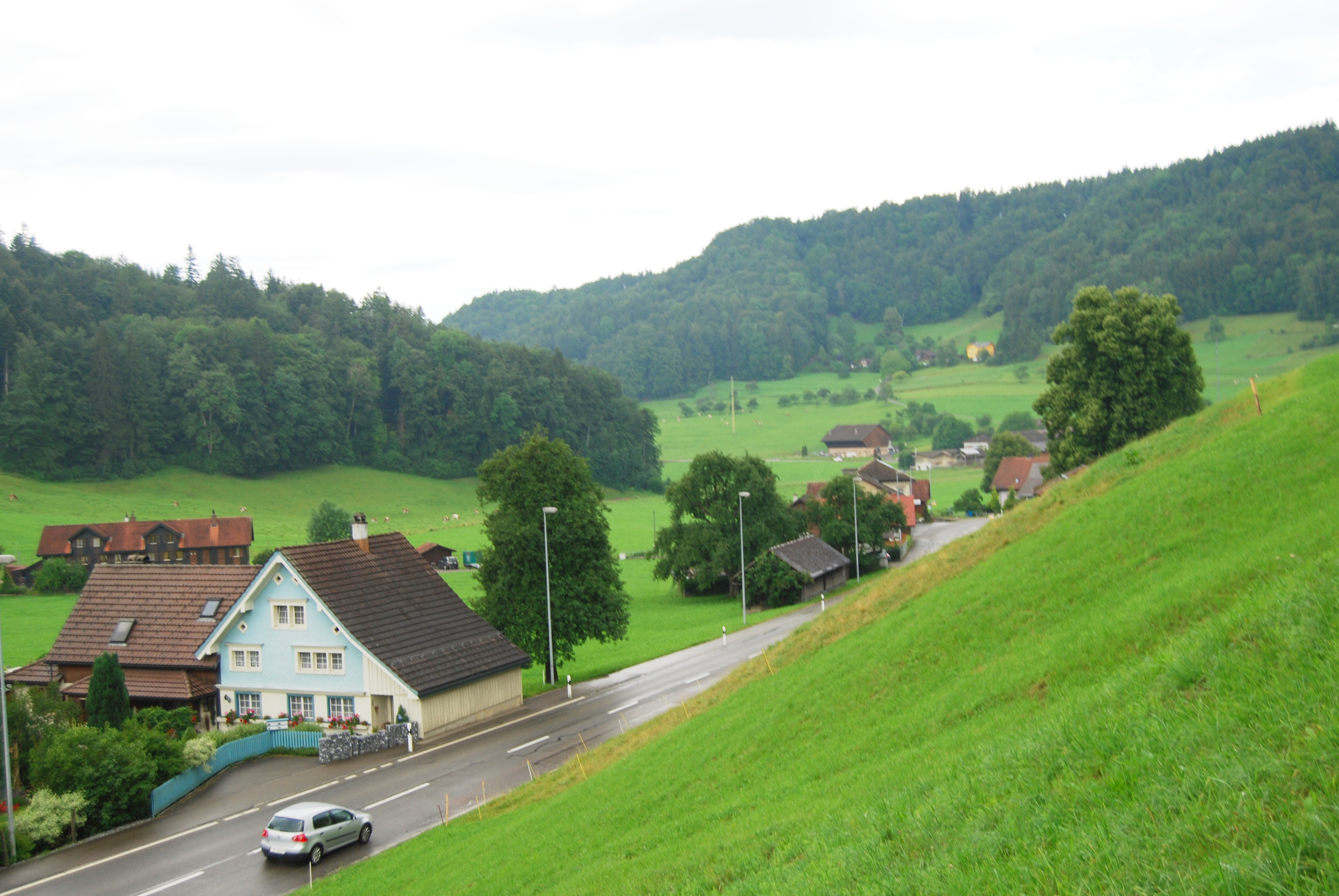
Oberrindal
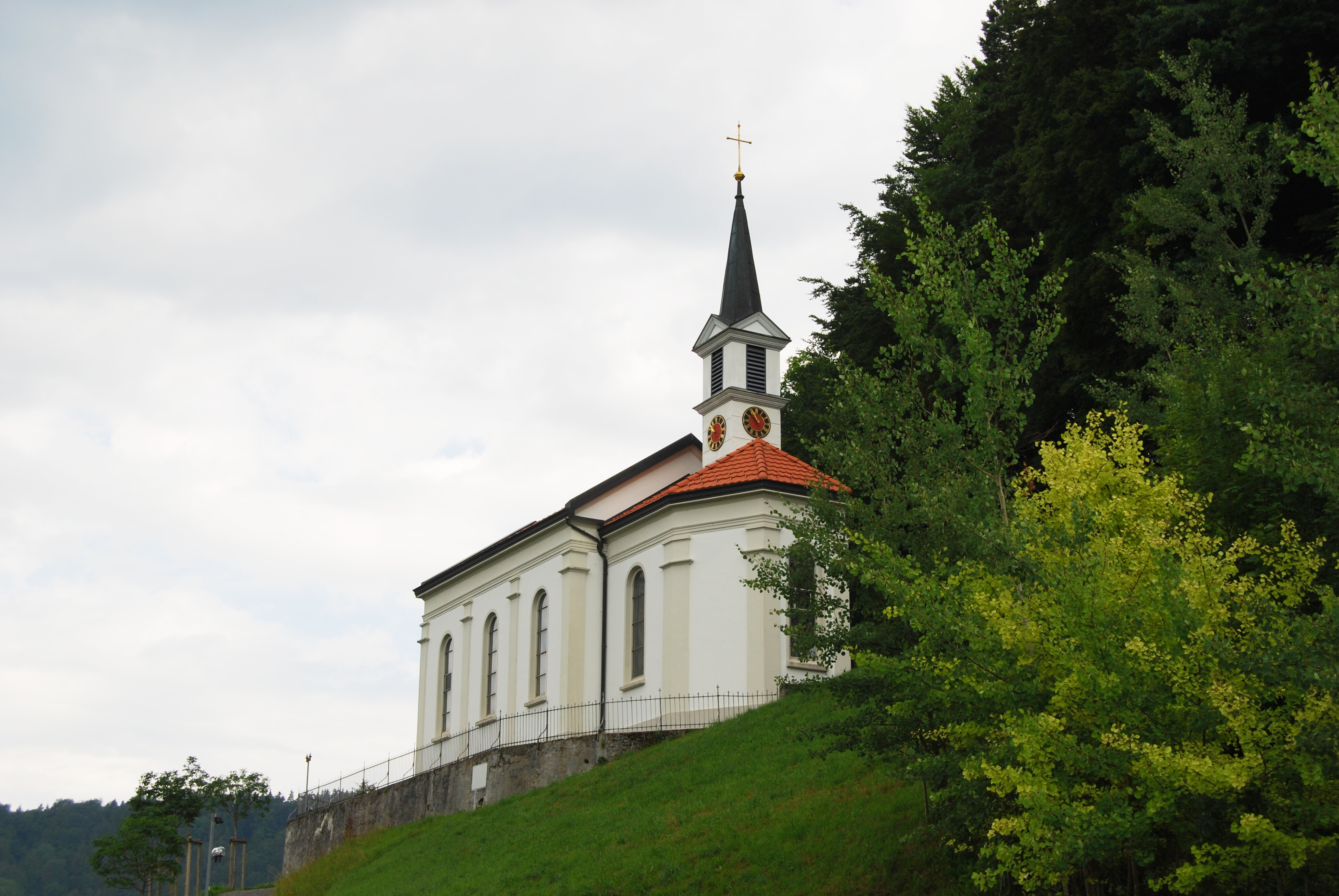
Kapelle Oberrindal
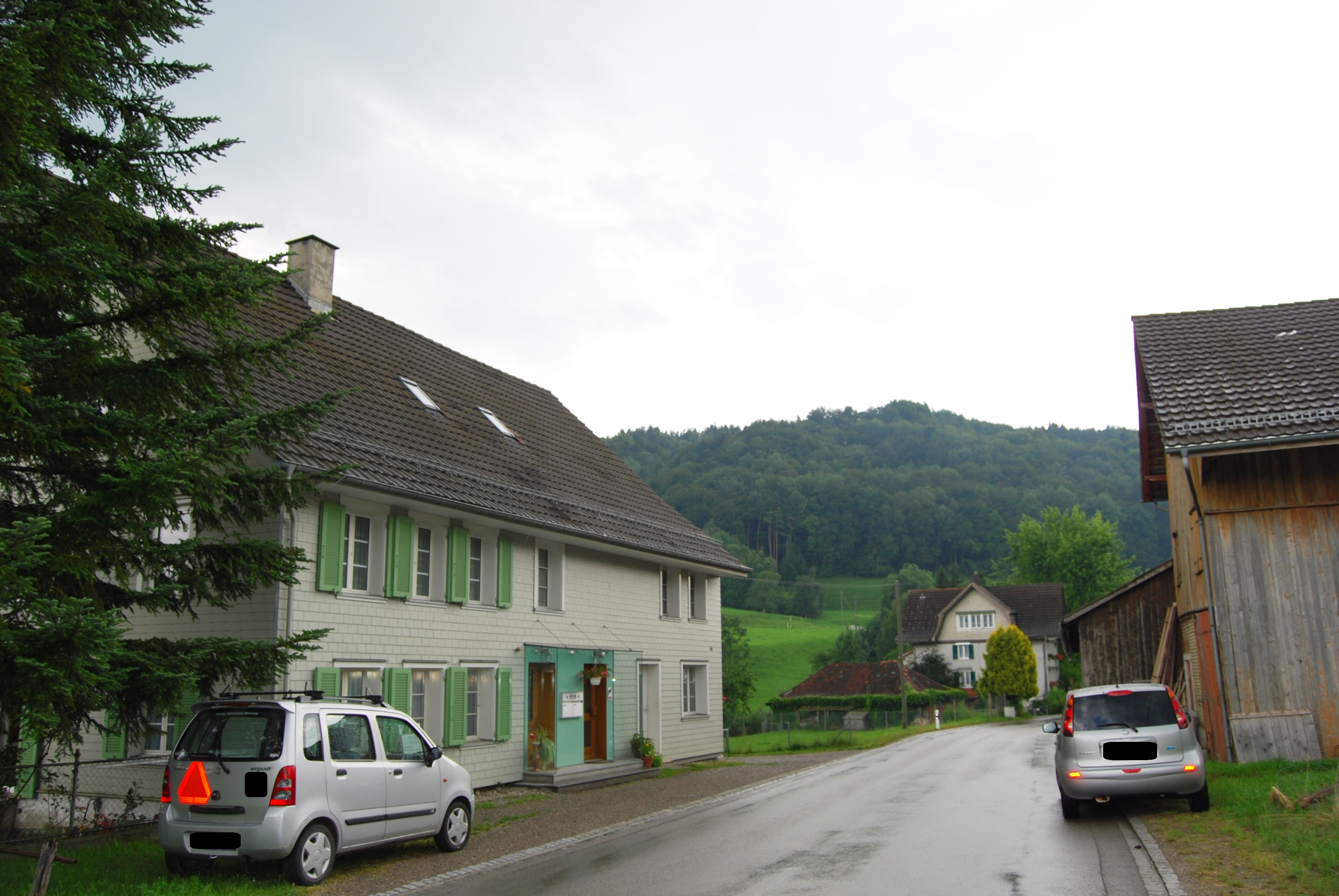
Unterrindal
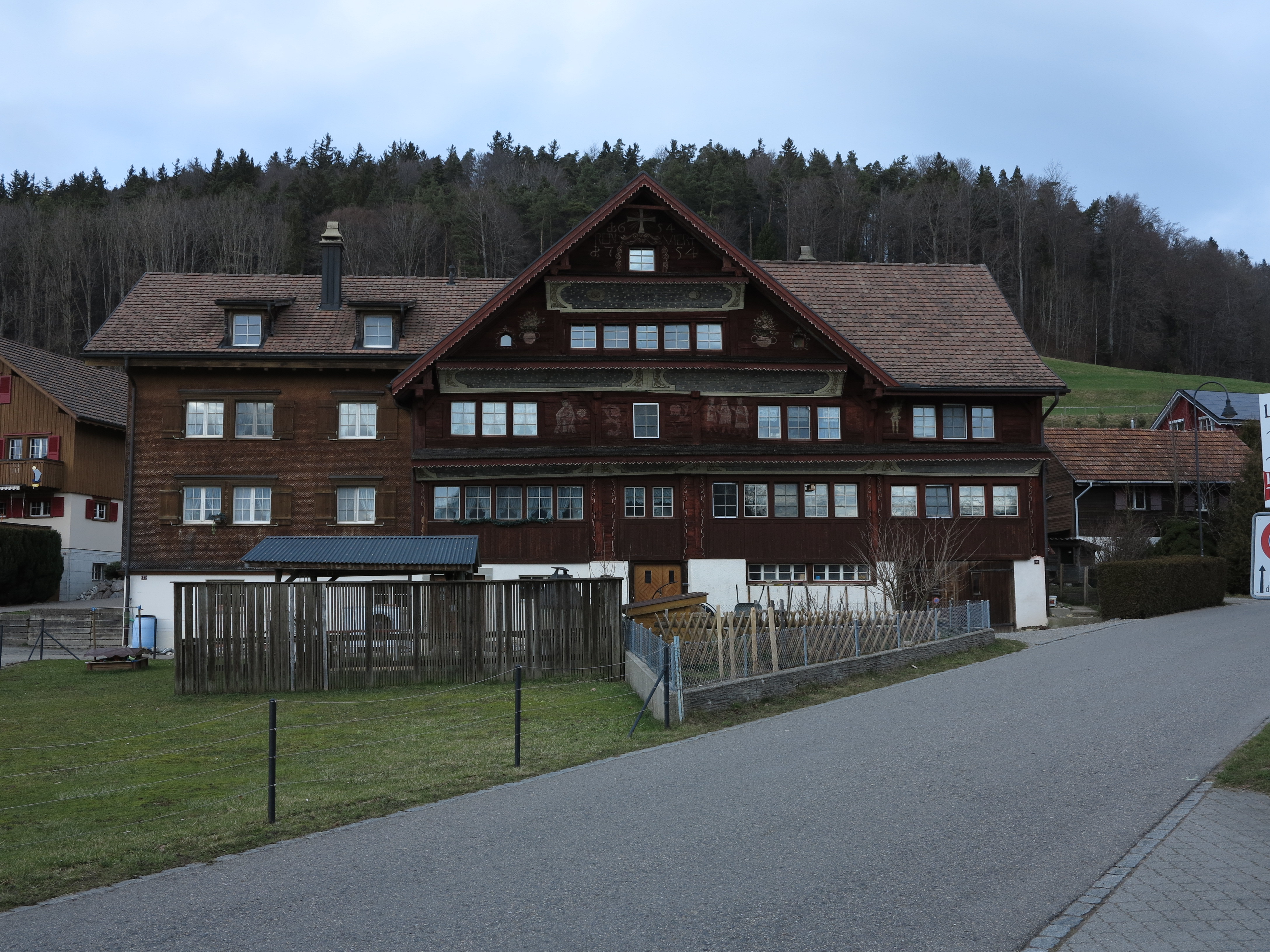
Altes Rathaus Tufertschwil